# Barbara Zagała
Barbara Zagała – polska socjolog zamieszkała w Melbourne, sekretarz Polcul Foundation. Jest absolwentką Uniwersytetu Warszawskiego i Monash University. Do Australii wyemigrowała z Polski w 1980.
24 sierpnia 2012 została odznaczona Krzyżem Kawalerskim Orderu Zasługi Rzeczypospolitej Polskiej "za wybitne zasługi w działalności na rzecz środowiska polskiej emigracji". Wręczenie odznaczenia nastąpiło 23 lipca 2014 w Warszawie.